# Baltimore Clipper
Pour la franchise de hockey, voir Clippers de Baltimore.

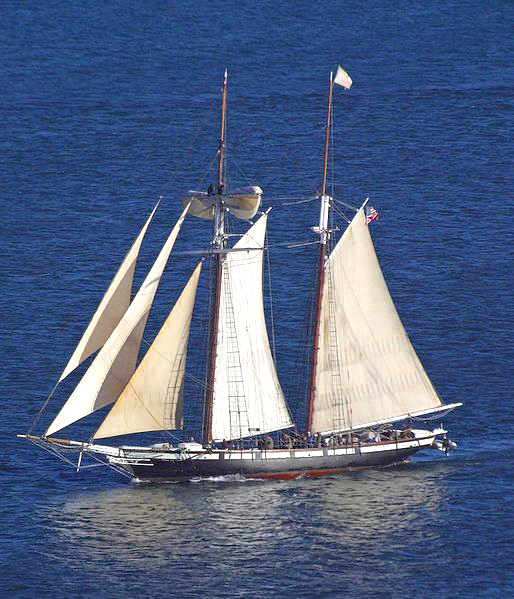
Réplique du Baltimore Clipper Californian construite en 1984. La poupe est fortement inclinée vers l'arrière.

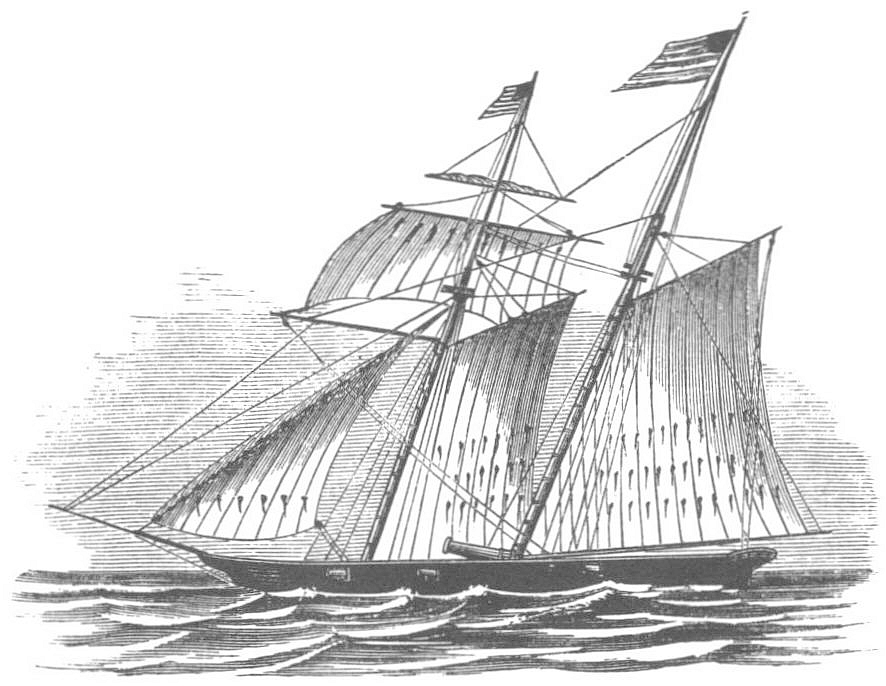
Un Baltimore Clipper original. Ceux-ci ont été utilisés comme bateaux corsaires pendant la guerre de 1812. On observe l'inclinaison des mâts.

Un Baltimore Clipper est un type de bateaux à voiles rapides construits au centre du littoral atlantique des États-Unis d’Amérique, en particulier dans le port de Baltimore, dans le Maryland. Il désigne de petits clippers gréés en goélettes à deux mâts ou en brigantins. Ces navires peuvent également être désignés sous le nom de Baltimore Flyers.

## Historique et usages

### Origines
Les origines de ce type sont inconnues, mais des coques semblables étaient construites à la Jamaïque et aux Bermudes (la coque du sloop des Bermudes, conçue pour le grand large, était plus large que celle de la Jamaïque et plus profonde que celle des États-Unis) et, à la fin du 18e siècle, étaient très populaires en Grande-Bretagne et aux États-Unis en tant que navires marchands.

### Conception
Les Baltimores Clippers ont d’abord été construits en tant que petits voiliers rapides pour le commerce autour des côtes des États-Unis et des îles des Caraïbes. La ligne de coque avait tendance à être très affutée, avec une section transversale en forme de "V" sous la ligne de flottaison et une proue fortement inclinée vers l'avant ; les mâts présentaient une inclinaison vers l'arrière. En raison de cette conception, ils étaient extrêmement instables et beaucoup étaient connus pour chavirer même à l'ancre avec toutes les voiles baissées.     

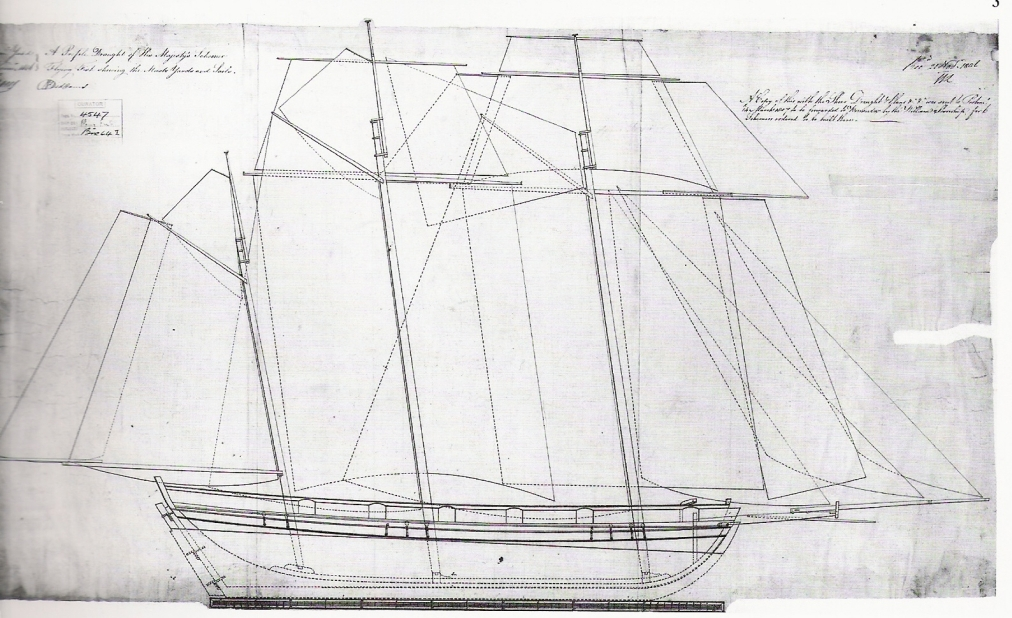
Dessin pour la classe ', inspiré d'un navire américain.

### Navire de guerre et de commerce armée
La Royal Navy ne les a pas trouvés utiles pendant les guerres de la Révolution française et les guerres napoléoniennes, car il s’agissait de plates-formes de tir instables en raison de leur conception et leur taille.
Des navires marchands similaires ont reçu des lettres de marque et ont servi de bateau corsaires pendant la guerre d’indépendance. Au cours de la guerre de 1812, les goélettes de commerce étaient trop petites et trop lentes pour échapper au blocus britannique et des Baltimore Clippers plus lourdement armés et plus rapide ont été développés. 
Les plus célèbres de ces grands navires étaient les corsaires Chasseur, Prince de Neufchatel et Général Armstrong. Le Prince de Neufchatel a résisté à une attaque par une force quatre fois supérieure au HMS Endymion et le Chasseur a capturé à lui seul plus de navires ennemis que l'ensemble de la marine américaine pendant la guerre. Néanmoins, à ce moment, la plupart des corsaires étaient plus petits et servaient de navires marchands malgré le fait qu’ils recevaient des lettres de marque. En conséquence, le blocus britannique de 1813 a eu plus de prises de corsaires que de prises de prix.

### Navire de commerce et négrier
Hors guerre, ils étaient particulièrement adaptés au transport de cargaisons périssables de faible densité et de grande valeur et leur commerce s’exerçait jusqu’à la côte ouest de l’Afrique, notamment dans la traite des esclaves, un des plus sombres épisodes de la marine. Nombre de ces navires se sont rendus en Australie pendant la ruée vers l’or australienne, ou après avoir été saisis comme esclavagistes et vendus.

### Bateau pilote
Des Baltimore Clippers ont été utilisés comme bateaux-pilotes. Le célèbre yacht America, dérivé des lignes d’un bateau-pilote new-yorkais, n’était, dans sa conception, pas très éloigné du Baltimore Clipper.

## Dernier représentant
La goélette Vigilant, construite dans les années 1790, qui servit à pratiquer le commerce autour des îles Caraïbes danoises (actuelles Îles Vierges américaines) pendant plus d’un siècle, a été l’un des plus célèbres Baltimore Clipper, et l’un des derniers du genre à avoir été commercialisé, avant de sombrer dans un ouragan le 12 septembre 1928.

## Baltimore Clippers célèbres
- Vigilant, 1794 : un des tout premiers et célèbres Baltimore Clippers. Il a navigué pendant plus de 130 ans, apportant courrier et passagers dans des ports des Antilles danoises et des îles Vierges[4].
- Chasseur, 1812 : un bel exemple de Baltimore Clipper construit par Thomas Kemp. Il a été commandé par le capitaine Thomas Boyle, corsaire américain pendant la guerre de 1812.
- Lynx, 1812 est un excellent exemple de Baltimore Clipper construit par Thomas Kemp pour la guerre de 1812[5].
- HMS Black Joke, 1827 : navire négrier capturé, il fut intégré au West Africa Squadron.
- Ann McKim, 1833 : l'un des tout premiers « vrais » clippers. Il a été construit par Kennard & Williamson[6].

## Répliques modernes

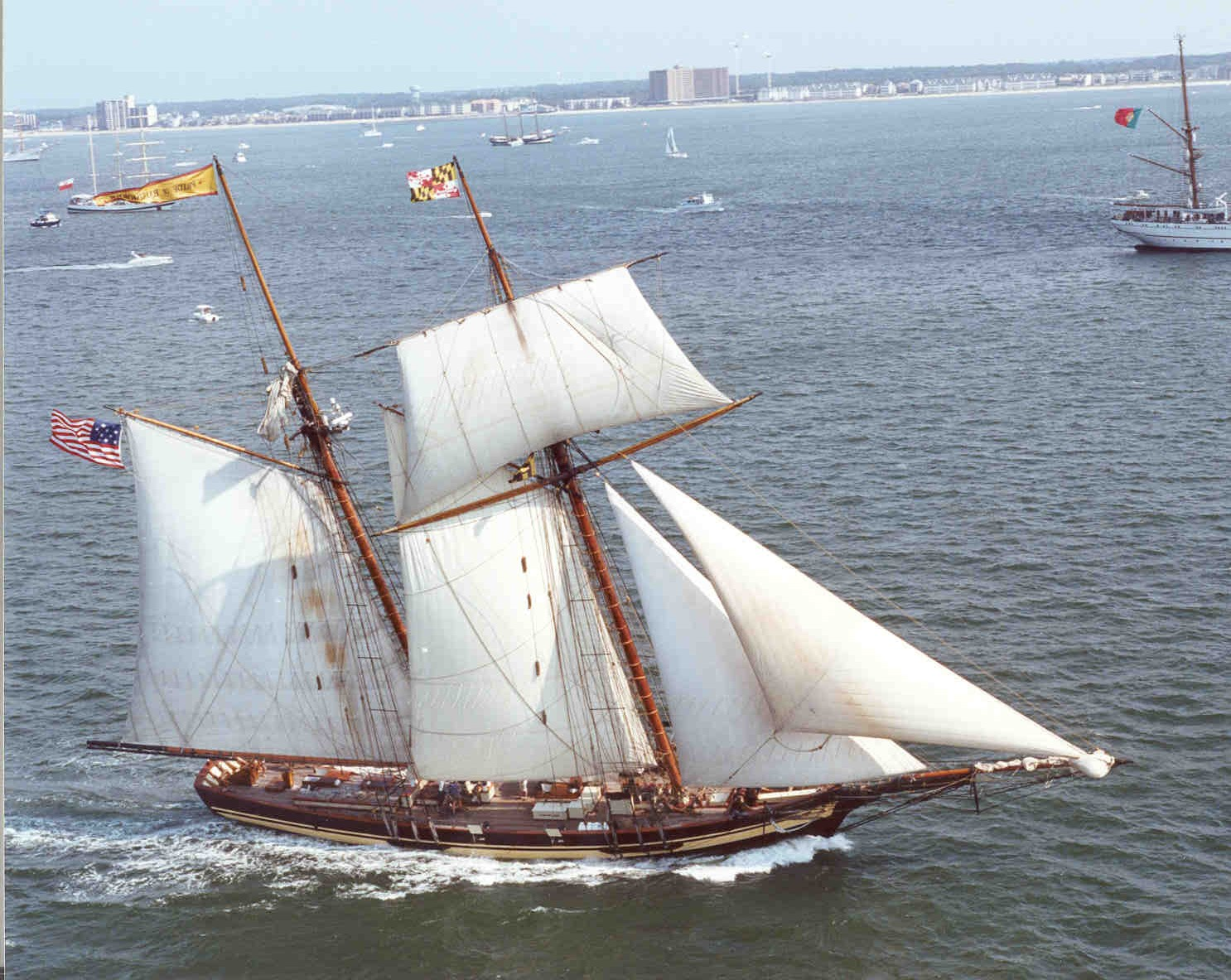
Pride of Baltimore II sous voile en 2000.

Parmi les répliques modernes de Baltimore Clipper du début du 19e siècle, citons le Pride of Baltimore et son remplaçant, Pride of Baltimore II, le Californian, La Amistad, Shenandoah, ainsi que le Liberty Clipper et le corsaire Lynx.